# Jefferson Bible

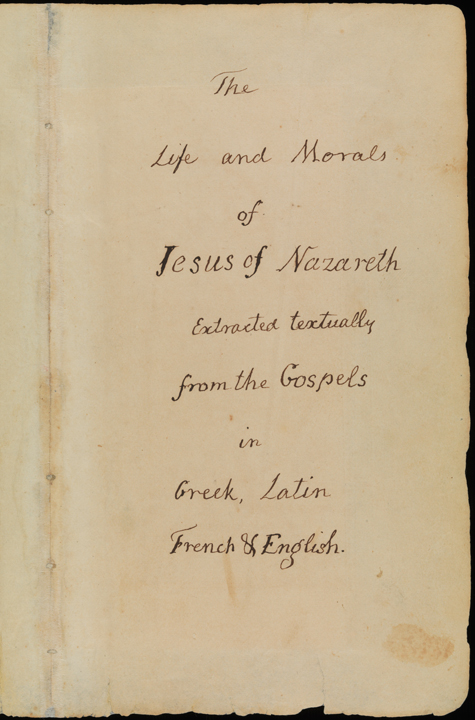
Handschriftliche Titelseite der „Jefferson Bible“

Die sogenannte Jefferson Bible (Jefferson-Bibel), ursprünglich The Life and Morals of Jesus of Nazareth, ist ein Buch von Thomas Jefferson, das die Lebensgeschichte und Lehren Jesu von Nazaret darstellt. Es besteht aus Ausschnitten aus dem Neuen Testament, die Jefferson neu ordnete, wobei er alle Passagen ausließ, die von übernatürlichen Phänomenen berichten oder die seiner Meinung nach historische Irrtümer enthielten. Die Originalausgabe erstellte Jefferson, indem er aus mehreren Bibeln in griechischer, lateinischer, französischer und englischer Sprache einzelne Verse ausschnitt und neu arrangierte. Dadurch wurde Jefferson zu einem frühen Vertreter der historischen Jesusforschung, auch wenn das Werk nicht zu seinen Lebzeiten veröffentlicht wurde.

## Struktur und Inhalt
Jefferson zerteilte die vier Evangelien und vermischte sie, indem er die Ereignisse in eine chronologische Reihenfolge brachte und zu einer einzigen Erzählung vereinte, die er in Anlehnung an die Gliederung der Bibel in 17 Kapitel mit jeweils durchnummerierten Versen unterteilte. Seine Fassung beginnt mit der Geburt Jesu nach Lk 2,1–7  und endet mit einer Kombination aus Joh 19  und Mt 27,60 , der Schilderung seiner Beerdigung und des Verschließens des Grabes.
Die Auferstehung ist nicht Teil des Berichts. Ebenso wenig wird in Jeffersons Fassung auf Wunder, Prophezeiungen oder Verkündigungen durch Engel Bezug genommen. Die Konzepte von Himmel und Hölle spielen jedoch eine Rolle, und einige im Alten Testament geschilderte Ereignisse wie etwa die Sintflut werden als Zeitangaben erwähnt. Die Bezüge auf Gott blieben bestehen, nicht aber die Erwähnungen der Dreifaltigkeit, und Jesus wird nicht eindeutig als göttlich charakterisiert oder als Gottes Sohn bezeichnet.

## Entstehungs- und Veröffentlichungsgeschichte
Eine erste Version erstellte Jefferson 1804. Über seine Arbeit daran berichtete er in Briefen an seine Freunde, darunter Benjamin Rush und John Adams. Er nannte das Buch Philosophy of Jesus. In einem Brief an Charles Thompson vom 8. Januar 1816 bezeichnete er es als das schönste Stück Ethik, das er je gesehen habe, und einen Beweis, dass er ein wahrer Christ sei, der der reinen Lehre Christi folge. Diese Lehre müsse – wie er einige Jahre später schrieb – aus den ausschweifenden Beschreibungen seiner Biographen herausgefiltert werden, denen im Laufe der Zeit viele Behauptungen hinzugefügt worden seien, die durch die tatsächlich überlieferten Worte des historischen Jesus von Nazareth nicht gerechtfertigt werden könnten. Im Einklang mit der Philosophie der Aufklärung entfernte Jefferson alle Berichte über Vorgänge, die er nicht für rational erklärbar hielt, und versuchte so, der historischen Person Jesus auf den Grund zu gehen.
Zwischen 1819 und 1820 stellte Jefferson in seinem Haus in Monticello seine endgültige Version des Buches zusammen, indem er aus sechs verschiedenen Exemplaren der Bibel – zwei griechisch-lateinischen, zwei französischen und zwei englischen in der King-James-Version – mit einem Rasiermesser die ausgewählten Passagen ausschnitt und in ein leeres Buch klebte. Er gab ihr den Titel The Life and Morals of Jesus of Nazareth.
Die Notiz „for the use of the Indians“ auf der Titelseite des ersten, später verworfenen Entwurfs wurde zum Anlass für die gelegentlich vertretene Meinung, Jefferson habe die Bibelverse für die Missionierung der indigenen Bevölkerung Nordamerikas zusammengestellt. Aus anderen Quellen geht jedoch hervor, dass Jefferson das Buch für seinen persönlichen Gebrauch vorgesehen hatte und nur mit seinen engsten Freunden zu teilen plante. Jefferson bemühte sich nie um eine Veröffentlichung des Buches, zum einen da er der Auffassung war, dass seine religiösen Überzeugungen seine Privatangelegenheit seien, zum anderen da er wohl befürchten musste, dass sein unorthodoxer Umgang mit der Bibel von seinen politischen Gegnern gegen ihn verwendet würde.
Cyrus Adler, der von 1892 bis 1909 Bibliothekar der Smithsonian Institution war, erfuhr durch einen Biographen Jeffersons von dem Buch, das sich zu dieser Zeit im Besitz von Jeffersons Urenkelin Carolina Randolph befand. 1895 kaufte die Smithsonian Institution die „Jefferson Bible“ für ihre Bibliothek, wo sie seitdem verwahrt wird, sowie die beiden englischsprachigen Bibelausgaben, die Jefferson verwendet hatte.
1902 beschloss der Kongress der Vereinigten Staaten, 9.000 Lithographien der „Jefferson Bible“ herstellen zu lassen, die trotz Beschwerden von Seiten christlicher Institutionen in den folgenden Jahren allen neuen Kongressmitgliedern als Willkommensgeschenk überreicht wurden.

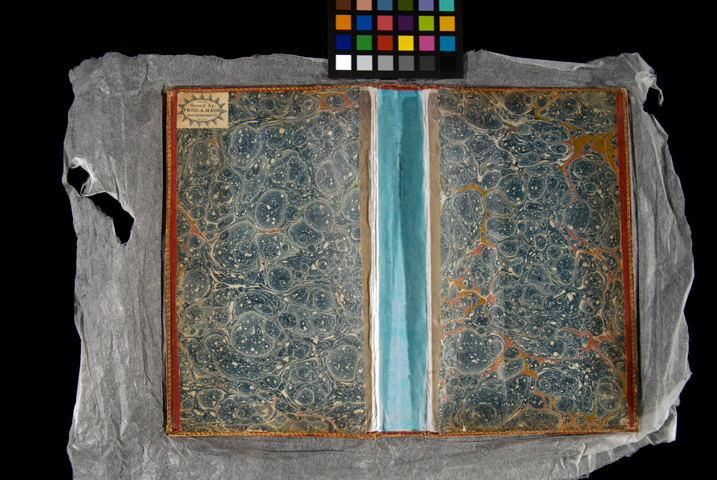
Einband der „Jefferson Bible“

2009 begann ein Projekt zur Restaurierung und Konservierung des Buches in Zusammenarbeit mit dem National Museum of American History. Die Seiten wurden aus ihrer Bindung gelöst, stabilisiert und wieder neu gebunden. Dabei wurden auch alle Buchseiten digitalisiert, um sie der Öffentlichkeit zugänglich zu machen. Die restaurierte Ausgabe wurde im Mai 2012 in einer Ausstellung präsentiert. Mittlerweile sind mehrere Printausgaben der „Jefferson Bible“ erschienen; der Text ist außerdem gemeinfrei im Internet verfügbar.
2018 veröffentlichte der Journalist Tobias Huch eine erstmalige deutsche Übersetzung der Jefferson Bibel in modernisierter Sprache.

## Ausgaben (Auswahl)
- The Life and Morals of Jesus of Nazareth. Extracted Textually from the Gospels in Greek, Latin, French, and English by Thomas Jefferson. Washington, G.P.O. 1904 (mit einer Einführung von Cyrus Adler).
- The Jefferson Bible. The Life and Morals of Jesus of Nazareth. Beacon Press 2001, ISBN 0-8070-7714-3 (mit einer Einführung von Forrest Church).
- The Jefferson Bible, Smithsonian Edition. The Life and Morals of Jesus of Nazareth. Smithsonian Books 2011, ISBN 978-1-58834-312-3.
- Die Jefferson-Bibel: Der wahre Kern des Neuen Testaments. Riva-Verlag. ISBN 978-3-7423-0572-5 (modern übersetzt von Tobias Huch)